# Cercoux
Cercoux település Franciaországban, Charente-Maritime megyében. Lakosainak száma 1289 fő (2022. január 1.). Cercoux Clérac, La Clotte, Saint-Pierre-du-Palais, Bayas, Lagorce, Lapouyade és Maransin községekkel határos.

## Népesség
A település népességének változása:
| Lakosok száma | 1226 | 1204 | 1101 | 1101 | 1208 | 1178 | 1171 | 1235 | 1267 | 1289 |
|               | 1968 | 1982 | 1990 | 2006 | 2013 | 2015 | 2017 | 2019 | 2020 | 2022 |